# Зиммен, Маттиас
Ма́ттиас Зи́ммен (нем. Matthias Simmen; род. 3 февраля 1972 года, Альтдорф) — швейцарский биатлонист. Двукратный бронзовый призёр чемпионата мира 2008 года по летнему биатлону.

## Биография
До 2001 года занимался лыжными гонками, выступал на уровне континентального кубка. Наивысшим достижением на этапах кубков мира по биатлону стало третье место в спринтерской гонке на этапе в Хохфильцене в сезоне 2006—2007 — первый подиум в истории швейцарского биатлона. На биатлонных чемпионатах мира лучшим результатом Симмена является десятое место в спринте (2007) и восьмое в эстафете (2009). Участвовал в Зимних Олимпийских играх в Солт-Лейк-Сити и Турине, но показал слабые результаты.
Завершил карьеру по окончании сезона 2010/11.

## Кубок мира
- 2001/02 — 86-е место (194 очка)
- 2004/05 — 32-е место (319 очков)
- 2005/06 — 70-е место (358 очков)
- 2006/07 — 29-е место (207 очков)
- 2007/08 — 40-е место (94 очка)
- 2008/09 — 68-е место (65 очков)
- 2009/10 — 54-е место (106 очков)
- 2010/11 — 57-е место (91 очко)